# Area Apollinis et Splenis
L'Area Apollinis et Splenis ("Area di Apollo e Spleni") era un'area sacra, di cui non si conserva nulla, ubicata nella Regio I dell'antica Roma. 
Probabilmente, su di essa sorse successivamente la Basilica di San Saba.
Quest'area è citata nei Cataloghi regionari.
In passato, anche a causa dell'erronea attribuzione di un frammento marmoreo della Forma Urbis Romae severiana su cui si legge [A]REA APO[LLINIS] (ora attribuita all'area sul Palatino), si riteneva che potesse essere costituita da un'ampia superficie scoperta al cui centro sorgeva un altare o una statua su podio.